# Tomaž Seljak (starejši)
Tomaž Seljak, slovenski podobar, * 13. december 1839, Bukovo, † 18. februar 1884, Kneža.
O njegovi mladosti in šolanju ni podatkov. Februarja 1870 se je poročil z Marijo Mauri. V zakonu se jima je 1878 rodil sin Tomaž, ki je bil tudi podobar.
O Tomažu Seljaku starejšem je  časopis Soča 1876 poročal, da je v Čepovanu izdelal »nov božji grob, ki daje očesu prijeten pogled. Predstavlja nekak palmov vrt; v stranskih lopah pa vidiš v daljavi Jeruzalem, Oljsko goro, vrt Getzemani itd.« Leta 1882 je poslikal strop prezbiterija cerkve sv. Duha v zaselku Trušnje na Banjški planoti, 1883 pa okrasil ladjo iste cerkve. Soča je še posebej pohvalila stropno podobo Kraljica angelov posneto po sliki Regini angelorum, ki je leta 1883 izšla v knjigi Alte und Nue Welt. Goriški časopis o Seljakovi sliki piše »Pri tej sprelepi, a silno težki podobi se je naš mladi Seljak izkazal ne le glede risanja, ampak tudi glede izvrstnega posnemanja«.